# Eduard Čech
Eduard Čech (Stračov, 29 giugno 1893 – Praga, 15 marzo 1960) è stato un matematico austro-ungarico, nato nella regione della Boemia, che al tempo faceva parte dell'Impero austro-ungarico, ed in seguito regione della Cecoslovacchia (oggi Repubblica Ceca). I suoi studi comprendono la geometria differenziale e la topologia. Nel periodo 1921-1922 collaborò a Torino con il matematico italiano Guido Fubini: viene considerato, assieme a Fubini, il fondatore della moderna geometria proiettiva differenziale. In topologia, particolarmente Čech è ricordato per la tecnica nota come compattificazione di Stone-Čech e per la nozione di coomologia di Čech. Fu il primo a pubblicare una dimostrazione del teorema di Tychonoff nel 1937.